# Paphiopedilum niveum
Paphiopedilum niveum (возможные русские названия: Пафиопедилум снежный или Пафиопедилюм снежный) — вид многолетних наземных трявянистых растений семейства Орхидные.

## Синонимы
По данным Королевских ботанических садов в Кью:
- Cypripedium niveum Rchb.f., 1869 basionym
- Cordula nivea (Rchb.f.) Rolfe, 1912
- Cypripedium niveum var. album auct., 1891
- Paphiopedilum niveum f. album (auct.) O.Gruss, 1999

## Природныеразновидности
- Paphiopedilum niveum var. album auct., 1891

По данным Королевских ботанических садов в Кью эта вариация входит в синонимию вида, другие вариации не зарегистрированы.
Чисто белые формы Paph. niveum были обнаружены неоднократно. Первая из них описана Francois Desbois в Lindenia (издание 3, стр. 365).
Белая форма Paphiopedilum niveum 'Pratana' получила Свидетельство Первого класса от Королевского Садоводческого Общества и была оценена в 3500 долларов США. Американское орхидное общество (AOS) предоставило несколько различных аналогов в период с 1978 по 1980 годы. Растения, подписанные как Paph. niveum var. ang-thong f. album (или Paph. ×greyi f. album) были спутаны с Paph. niveum f. album.
В настоящее время Paph. niveum f. album в культуре намного более редок, чем Paph. ×greyi f. album.

## Этимология
Видовое название происходит от латинского слова niveus, a, um имеющего следующие значения: снежный, белоснежный, белый как снег, светлый, яркий.

Вид не имеет устоявшегося русского названия, в русскоязычных источниках обычно используется научное название Paphiopedilum niveum.
Тайское название — Rongthao Nari Khao Satul. 

Английское название — The Snow-White Paphiopedilum.

## Биологическое описание
Побег симподиального типа.

Стебель практически полностью скрыт основаниями 4—6 листьев.

Листья овально-эллиптические, 8—19 см длиной, 2—4 см шириной, тёмно-зелёные с пятнистым рисунком, с обратной стороны с фиолетовым оттенком.

Цветонос одиночный, обычно 6—25 см длиной (редко выше), несет 1—2 цветка.

Цветки белые с розоватыми крапинами, 5—7 см в диаметре. У растений, растущих в дикой природе, более округлые очертания и меньший диаметр цветка, чем у современных линий, находящихся в культуре.
Губа до 3 см в длину. Колонка жёлтая с белыми краями, эллиптическая. Ширина стаминодия у Paph. niveum равна ширине основания губы. По этому признаку можно отличить Paph. niveum от естественного гибрида Paph. ×ang-thong (= Paph. godefroyae × Paph. niveum), грекса Paphiopedilum Greyi (= Paph. godefroyae × Paph. niveum Corning, 1888) и других гибридов, у которых стаминодий заметно у́же.
Хромосомы — 2n=26.

## Распространение, экологические особенности
Малайский полуостров, Таиланд, Бирма, Калимантан, так же найден на маленьких островах поблизости от острова Лангкави и на островах архипелага Тамбелан (Tambelan). 
 Paphiopedilum niveum растет на высотах от 0 до 60 метров над уровнем моря, в трещинах известковых скал заполненных мхом или гумусом, либо на покрытых мхом корнях деревьев на клифах ориентированных на север либо северо-запад, где растение защищено от прямых солнечных лучей, но в то же время получает много рассеянного света.
Средние температуры (день/ночь) в течение всего года составляют 30—34 °C/22—24 °C.
Цветение в Таиланде: март-июль.
Климат по данным метеорологической станций Trang, Таиланд (широта: 07-31N, долгота: 099-37E, высота: 14 метров над уровнем моря). Среднемесячные минимальные\максимальные температуры и количество осадков:
- Январь — 21\32°С, 50 мм
- Февраль — 21\33°С, 20 мм
- Март — 22\35°С, 50 мм
- Апрель — 23\35°С, 110 мм
- Май — 23\33°С, 250 мм
- Июнь — 23\32°С, 210 мм
- Июль — 23\32°С, 260 мм
- Август — 23\32°С, 250 мм
- Сентябрь — 23\32°С, 350 мм
- Октябрь — 23\32°С, 270 мм
- Ноябрь — 23\31°С, 200 мм
- Декабрь — 22\31°С, 100 мм

Относится к числу охраняемых видов (I приложение CITES).

## В культуре
Температурная группа — тёплая. Но, есть опыт адаптации растений к ночным зимним температурам около 16 °C. Для успешного цветения обязателен перепад температур день/ночь в 5—8°С.
 Относительная влажность воздуха в природе, в зависимости от времени года 65—85%. В условиях культуры возможно содержание при более низкой влажности.
Существует мнение, что Paphiopedilum niveum является кальцефилом, поэтому в грунт желательно добавление известняковой гальки. Но некоторые цветоводы не рекомендуют добавлять в субстрат кальцийсодержащие породы.
Свет: 20000—35000 люкс. Растения требует умеренно-яркого рассеянного освещения и защиты от прямых солнечных лучей.
Полив по мере просыхания субстрата, с января по март полив уменьшают. Paphiopedilum niveum чувствителен к избытку солей в субстрате. Информацию о субстратах см.: Paphiopedilum.
Для инициирования цветения необходимо сокращения полива до 1 месяца в зимний период. Некоторые любители из Великобритании сообщают, что Paphiopedilum niveum остается без воды с половины осени до начала весны.
От Paphiopedilum ×greyi отличается более широким стаминодием, почти равным ширине губы. Кроме того, стебель у Paphiopedilum niveum более высокий и стройный.
Некоторые известные клоны:
- Paph. niveum 'Candor' HCC/AOS
- Paph. niveum 'Candor Cumulus' HCC/AOS
- Paph. niveum 'Candor Snowbelle' HCC/AOS
- Paph. niveum 'Catatonk' HCC/AOS
- Paph. niveum 'Cayuga' HCC/AOS
- Paph. niveum 'Ruffles' AM/AOS
- Paph. niveum var. album 'Candor' HCC/AOS
- Paph. niveum var. album 'Candor Arctic Pearl' AM/AOS

Вид активно используется в гибридизации.